# Edmond Hoyle
Edmond Hoyle (1672 - 29 de agosto de 1769), también conocido como Edmund Hoyle, es un escritor más conocido por sus trabajos en las reglas y en el juego de naipes. En inglés, la frase "de acuerdo a Hoyle" viene al idioma como una reflexión de su generalmente percibida autoridad en la materia; desde aquel tiempo, el uso de la frase se ha expandido hasta el uso general en situaciones en las que el hablante desea indicar una apelación a una autoridad putativa.
Poco se conoce acerca de la vida de Hoyle, aunque se cree ampliamente que fue entrenado para ser un barrister. En 1741, Hoyle comenzó trabajando como tutor de whist de miembros de la alta sociedad. Con una gran instrucción personal, él vendió un breve folleto acerca del juego a sus clientes, describiendo sus acercamientos al juego. El folleto se hizo bastante popular, y desautorizó la circulación de copias del mismo en Londres. Para prevenir esto, Hoyle publicó en 1742 Un Breve Tratado acerca del Juego del Whist, registrando su trabajo.
Debido a su suceso, Hoyle continuó con tratados similares sobre backgammon, ajedrez, cuadrilla, piquet, y brag. En 1750, un simple compendio de estos fue publicado.
Las primeras quince ediciones de los trabajos de Hoyle son ahora extremadamente raras y mayormente poseídas por coleccionistas. Sólo se conoce la existencia de dos copias del trabajo original de Hoyle de whist (la primera edición); una está en la Biblioteca Bodleiana. Sólo se conoce la existencia de un volumen de la copia (una pintura hoy en el Centro de Investigación de Humanidades Harry Ransom) de su trabajo de primera edición en Backgammon.
Un Breve Tratado en el Juego del Whist fue considerado como autorizado hasta 1864, debido a que después ellos fueron suplantados por las nuevas reglas escritas por John Loraine Baldwin y adoptadas por los clubes de Arlington y Portland.
Muchos folletos modernos sobre las reglas de los juegos de naipes contienen la palabra "Hoyle" en el título, pero el apodo no significa que los trabajos derivan de trabajos de Hoyle. Debido a sus contribuciones al juego, fue nombrado miembro del Salón de la Fama de Poker de 1979.